# Les Parasites (collectif)
Pour les articles homonymes, voir Les Parasites.
Les Parasites est un collectif fondé par d'anciens élèves de l'École internationale de création audiovisuelle et de réalisation en 2013 qui produit des courts métrages et les distribue gratuitement sur la plateforme de vidéos en ligne YouTube. Le collectif a remporté de nombreux prix, en particulier au cours de 48 Hour Film Project, principalement en France. Afin de conserver leur indépendance, Les Parasites se financent essentiellement par un compte Tipeee.

## Historique
Le collectif acquiert très tôt une notoriété à la suite de son court-métrage Amour artificiel, qui remporte plusieurs prix et dépasse rapidement le million de vues sur YouTube. Par la suite, d'autres courts-métrages écrits lors de concours (Le Figurant, Symptômes d'amour), à message (Crise d'empathie) ou simplement drôles (Papier prout) rencontrent également un certain succès, en récoltant des prix ou étant visionnés de nombreuses fois sur leur chaîne.
Mais c'est surtout leur film à double sens particulièrement engagé Jeu de Société qui les fait connaitre en dehors du monde du cinéma, et en particulier dans les milieux alternatifs,. Les films militants qu'ils sortent par la suite (Lanceur d'alerte, La Boucherie éthique,) bénéficient également d'un bon accueil du public et de critiques positives dans de nombreux média.
En 2019 ils écrivent et réalisent une série sur l'effondrement de la société composée de huit épisodes de 15 à 20 minutes, tous en plans séquences : L'Effondrement, diffusée sur Canal+.

## Composition
- Réalisation : Guillaume Desjardins, Jérémy Bernard, Bastien Ughetto
- Assistance réalisation : Jérémy Bernard, Bastien Ughetto
- Montage : Guillaume Desjardins
- Scénario : Bastien Ughetto, Jérémy Bernard, Guillaume Desjardins
- Son : Mathieu Burgess, Pierre Herman, Bastien Plancheneault
- Musique : Dario Le Bars, Edouard Joguet
- Comédiens : Roxane Bret, Samuel Giuranna, Grégoire Hussenot, Gabriel Mirété, Bastien Ughetto, Ernst Umhauer

Les Parasites bénéficient également régulièrement de l'aide d'invités, tels que Adrien Melin, Thomas Baronnet, Ludovik ou Antoine Basler.

## 48 Hour Film Project
Le 48 Hour Film Project (connu aussi sous l'abréviation 48HFP) est un concours présent en France depuis 2005 où il est organisé à Paris. Depuis, de nombreuses autres villes françaises se sont ajoutés au fil des années.
- 2013, Paris[6] : Tentative 49 — Prix de la meilleure réalisation
- 2013, Lyon[7] : La Pièce — Prix du meilleur film, prix de la meilleure utilisation de la phrase imposée
- 2014, Tours[8] : Amour artificiel — Prix du meilleur film, prix du public, prix du meilleur scénario, prix de la meilleure actrice (Roxane Bret), prix du meilleur acteur (Gabriel Mirété), prix de la meilleure utilisation de l'accessoire imposé
- 2014, Dijon[9] : Bienvenue chez vous — Prix du meilleur film, prix du meilleur scénario, prix du meilleur montage, prix de la meilleure actrice (Roxane Bret)
- 2014, Paris[10] : Eva D. — Prix du second meilleur film, prix spécial du jury
- 2014, Lyon[11] : Le Figurant (initialement Retcon) — Prix du meilleur film, prix du meilleur réalisateur (Guillaume Desjardins), prix du meilleur scénario, prix du meilleur montage, prix de la meilleure image, prix de la meilleure actrice (Constance Gay), prix du meilleur acteur (Alexandre Prince), prix de la meilleure utilisation de l'accessoire imposé ; au Filmapalooza 2015 Hollywood[12], prix du meilleur scénario
- 2014, Montpellier[13] : Symptômes d'amour — Prix du meilleur film, prix du meilleur scénario, prix du public, prix du meilleur acteur (Bastien Ughetto), prix de la meilleure utilisation de la ligne de dialogue imposée, prix de la meilleure utilisation du personnage imposé ; au Filmapalooza 2015 Hollywood[12], prix du second meilleur film, prix du meilleur acteur (Bastien Ughetto), prix de la meilleure utilisation du personnage imposé
- 2015, Paris[14] : Vertige (initialement Entraide)
- 2016, Bruxelles[15] : Kung fou — Prix du second meilleur film, prix du public, prix du meilleur montage

## SérieFerdinand
- 2014 : Ferdinand fait la vélorution
- 2015 : Ferdinand cherche l'amour
- 2016 : Ferdinand achète un ami

## Autres créations
- 2014, Marathon Vidéo 48 h de Strasbourg : La Légende du vieux Jacques — Prix du public
- 2014 : Remembia
- 2014, MiniDrones Film Festival : Love is drone — Prix de la meilleure réalisation
- 2015, Festival Nikon : Je suis un super-héros
- 2015 : Papier prout
- 2015 : Crise d'empathie
- 2015, Mobile Film Festival : Criminels — Prix du meilleur scénario, double prix d'interprétation masculine (Étienne Ménard et Bastien Ughetto) ; au Be Green Film Festival, prix spécial du jury
- 2016 : T'as pas vu ma bite ?
- 2016 : Faux contact
- 2016 : L'Emprunt
- 2016 : À l'arraché
- 2016 : M. Carotte — Lucie et le Périscope
- 2016 : Jeu de société
- 2016 : Lanceur d'alerte
- 2016 : Promo !
- 2017 : Clown tueur, chèvres et apocalypse
- 2017 : Le Déménagement
- 2017 : La Boucherie éthique
- 2019 : L'Effondrement, création originale Canal+ co-écrite et co-réalisé par Guillaume Desjardins, Jérémy Bernard et Bastien Ughetto
- 2023 : Le coiffeur de cul
- 2024 : À bas les riches